# Aníbal Paz
Aníbal Luis Paz (Montevidéu, 21 de maio de 1917 – 21 de março de 2013) foi um futebolista uruguaio. É considerado um dos grandes goleiros da história do futebol uruguaio. Campeão da Copa do Mundo FIFA de 1950. 

## Carreira
Entre 1939 e 1953, jogou no Nacional, vencendo o campeonato uruguaio em nove oportunidades (1939, 1940, 1941, 1942, 1943, 1946, 1947, 1950 e 1952). Atuou também pelo Liverpool de Montevidéu e Bella Vista. Tinha atuações seguras, valendo-se de sua grande estatura foi soberano no arco do tricolor montevideano. 

## Seleção
Atuou 22 vezes pela Celeste Olímpica entre 1940 e 1950, sendo campeão além do mundial de 1950 , da Copa América (antigo Campeonato Sul-Americano) em 1942, no certame realizado em Montevidéu.
Foi titular na partida em que o Uruguai bateu a Suécia por 3 a 2, no Estádio do Pacaembu, partida que foi decisiva para os orientais poderem enfrentar os brasileiros pela decisão do título no Maracanã.

## Títulos
- Copa do Mundo de 1950